# 伊莎貝莉·芳塔娜
伊莎貝莉·芳塔娜（Isabeli Bergossi Fontana，1983年7月4日—）是一位巴西超模。
1996年，她13歲勝出精英國際模特兒選拔賽Elite Model Look得到精英模特兒經紀公司的模特兒合約。後來，她到意大利米蘭開始模特兒生涯。在1999年，她為維多利亞的秘密品牌走秀，當時從來沒有21歲以下的模特兒為維多利亞的秘密品牌走秀。她是Versace、Polo Ralph Lauren與Valentino等品牌的模特兒。

## 外部連結
- Isabeli Fontana於模特兒目錄（Fashion Model Directory）的相關資料
- Isabeli Fontana在互联网电影资料库（IMDb）上的資料（英文）
- Askmen.com profile